# Videos 1995–2012
Videos 1995–2012 är Rammsteins fjärde officiella videoalbum, släppt i december 2012. Den innehåller alla bandets musikvideor fram till 2012 och även bakom scenerna-material för dessa musikvideor. Videos 1995–2012 släpptes både på DVD och blu-ray.

## DVD-utgåvan

### DVD 1
1. "Du riechst so gut"
2. Making of "Du riechst so gut"
3. "Seemann"
4. Making of "Seemann"
5. "Rammstein"
6. Making of "Rammstein"
7. "Engel"
8. Making of "Engel"
9. "Du hast"
10. Making of "Du hast"
11. "Du riechst so gut '98"
12. Making of "Du riechst so gut '98"
13. "Stripped"
14. Making of "Stripped"
15. "Sonne"
16. Making of "Sonne"
17. "Links 2-3-4"
18. Making of "Links 2-3-4"

### DVD 2
1. "Ich will"
2. Making of "Ich will"
3. "Mutter"
4. Making of "Mutter"
5. "Feuer frei!"
6. Making of "Feuer frei!"
7. "Mein Teil"
8. Making of "Mein Teil"
9. "Amerika"
10. Making of "Amerika"
11. "Ohne dich"
12. Making of "Ohne dich"
13. "Keine Lust"
14. Making of "Keine Lust"
15. "Benzin"
16. Making of "Benzin"

### DVD 3
1. "Rosenrot"
2. Making of "Rosenrot"
3. "Mann gegen Mann"
4. Making of "Mann gegen Mann"
5. "Pussy"
6. Making of "Pussy"
7. "Ich tu dir weh"
8. Making of "Ich tu dir weh"
9. "Haifisch"
10. Making of "Haifisch"
11. "Mein Land"
12. Making of "Mein Land"
13. "Mein Herz brennt (Piano Version)"
14. "Mein Herz brennt"
15. Making of "Mein Herz brennt"